# Злодій (фільм, 1981, США)
«Злодій» (англ. Thief) — кінофільм 1981 року. Екранізація твору Френка Гогаймера «Зломники: сповідь квартирного злодія» (The Home Invaders: Confessions of a Cat Burglar).

## Сюжет
Френк — талановитий ведмежатник. Він уже відсидів у в'язниці за свої витівки, і старається працювати акуратно і без зайвого ризику. Після чергової успішної справи його постійний скупник стає жертвою розбору з гангстерами і Френк вимушений вибивати гроші за свій товар силою.

## У ролях
| Актор          | Роль     |
| -------------- | -------- |
| Джеймс Каан    | Френк    |
| Тьюсдей Уелд   | Джессі   |
| Віллі Нельсон  | Окла     |
| Джеймс Белуші  | Баррі    |
| Роберт Проскі  | Лео      |
| Том Сігнореллі | Еттажліа |
| Денніс Фаріна  | Карл     |
| Норм Тобін     | Гвідо    |
| Дел Клоуз      | механік  |

## Премії та нагороди

### Золота малина1982
- Номінації: найгірший саундтрек

### Каннський кінофестиваль, 1981 рік
- Номінації: Золота пальмова гілка